# Jessika Cardinahl
Jessika Cardinahl (* 1965 in Hamburg) ist eine deutsche Schauspielerin,  Malerin und Bildhauerin.

## Biografie
Jessika Cardinahl begann ihre Karriere als Fotomodell im Alter von 16 Jahren bei der Modelagentur Parkersed. Durch den Filmproduzenten Horst Wendlandt kam sie mit der Schauspielerei in Berührung. Sie war an der Seite von Otto Waalkes 1985 in Otto – Der Film und 1992 in Otto – Der Liebesfilm zu sehen.
Nachdem sie kleinere Rollen in US-Filmen und Serien gespielt (Ausgerechnet Alaska, Chicago Hope – Endstation Hoffnung) und als Model Fernsehspots für Regisseure wie David Fincher oder Joe Pytka gedreht hatte, ist sie seit 2002 als freie Malerin und Bildhauerin  tätig. Neben diversen Ausstellungen in Los Angeles, New York, München, Hamburg und Berlin sind ihre Werke im Children’s Hospital von Los Angeles zu sehen.
Im Sommer 2019 nahm sie gemeinsam mit ihrem Lebenspartner Quentin Parker an der Reality-Show Das Sommerhaus der Stars teil, wo sie als erstes Paar das Haus freiwillig verließen.

## Privatleben
Cardinahl war ab 1985 mit dem US-amerikanischen Schauspieler Al Corley (Der Denver-Clan) verheiratet, den sie 1984 kennenlernte und mit dem sie in die Vereinigten Staaten zog. Zusammen eröffneten sie in New York City ein Restaurant. Die beiden haben drei gemeinsame Kinder und trennten sich Ende der 1990er Jahre. Cardinahl engagiert sich für die Förderung behinderter Kinder. Seit 2001 ist sie mit dem Architekten Quentin Dart Parker zusammen.

## Filmografie
- 1985: Otto – Der Film
- 1990: Die Affäre der Sunny von B. (Reversal of Fortune)
- 1991: Ausgerechnet Alaska (Northern Exposure, Fernsehserie, eine Folge)
- 1992: Otto – Der Liebesfilm
- 1993:  … und der Himmel steht still (The Innocent)
- 1995: Im Sog des Bösen (Deadly Measures)
- 1996: Independence Day
- 1996: Chicago Hope – Endstation Hoffnung (Chicago Hope, Fernsehserie, eine Folge)
- 1996: Showdown in Scorpion Spring (Scorpion Spring)
- 1998: Drought (Kurzfilm)